# Seebenstein
Seebenstein é um município da Áustria localizado no distrito de Neunkirchen, no estado de Baixa Áustria.

## Residência de Exílio de D. Miguel II
A partir de 1917, o pretendente ao trono do Reino de Portugal, D. Miguel II de Bragança, através da sua estreita relação com a casa de Habsburgo, foi viver no exílio para o recém reconstruído castelo desta cidade de Ried Seebenstein. Foi por ele continuamente habitada, até à sua morte em 11 de Outubro de 1927, e onde nasceram alguns dos seus filhos, nomeadamente, em 1907 o pai do actual Duque de Bragança.